# جیمز نیل
جیمز نیل (انگلیسی: James Neill؛ ۲۹ سپتامبر ۱۸۶۰ – ۱۶ مارس ۱۹۳۱) بازیگر و کارگردان اهل ایالات متحده آمریکا بود. وی بین سال‌های ۱۹۱۳ تا ۱۹۳۰ میلادی فعالیت می‌کرد.
از فیلم‌های او می‌توان به الیور توئیست اشاره نمود.